# 荻浦咸和堂
荻浦咸和堂位于中国浙江省杭州市桐庐县江南镇荻浦村，原为荻浦申屠氏第八房祭祀、议事的场所，由申屠秋涧建于明正德十年（1515）。建筑坐北朝南，原分三进，今仅存中厅，面阔三间、进深十檩，硬山顶。现为2011年修缮。